# Margaret Gibson (attrice)
Margaret Gibson, nata Ella Margaret Gibson (Colorado Springs, 14 settembre 1894 – Hollywood, 21 ottobre 1964), è stata un'attrice statunitense del cinema muto.
Coinvolta in numerosi scandali, nella seconda parte della sua carriera, adottò il nome di Patricia Palmer.

## Biografia
Soprannominata Gibby, cominciò a recitare in teatro a dodici anni. Negli anni dieci, divenne una delle attrici della Vitagraph, dove lavorò per tre anni. Nella sua carriera, che durò dal 1913 al 1929, girò oltre 150 film. Ebbe una vita privata tumultuosa, tanto che, a un certo punto, preferì cambiare il nome, adottando quello di Patricia Palmer.
Nella sua vita privata, venne arrestata numerose volte per estorsione e per "vagabondaggio" (eufemismo che, all'epoca, veniva usato per definire la prostituzione). In punto di morte, confessò di essere stata lei l'autrice dell'omicidio del regista William Desmond Taylor, uno dei delitti più famosi della storia di Hollywood, ma le autorità non credettero alla sua versione. L'attrice morì a Hollywood il 21 ottobre 1964, all'età di 70 anni. 

## Filmografia

### 1913
- Polly at the Ranch, regia di Rollin S. Sturgeon (1913)
- The Sea Maiden, regia di Rollin S. Sturgeon (1913)
- The Wrong Pair, regia di Rollin S. Sturgeon (1913)
- The Yellow Streak, regia di William J. Bauman (1913)
- The Spell, regia di Rollin S. Sturgeon (1913)
- Old Moddington's Daughters, regia di William J. Bauman (1913)
- Sunny; or, The Cattle Thief, regia di William J. Bauman (1913)
- The Race, regia di Robert Thornby (1913)
- The Outlaw, regia di Robert Thornby (1913)
- Bianca, regia di Robert Thornby (1913)
- Any Port in a Storm, regia di William J. Bauman (1913)

### 1914
- Francine, regia di Ulysses Davis (1914)
- The Love of Tokiwa, regia di Ulysses Davis (1914)
- The Old Oak's Secret, regia di Robert Thornby (1914)
- Ginger's Reign, regia di Burton L. King (1914)
- Auntie, regia di Burton King (Burton L. King) (1914)
- The Ghosts, regia di  William J. Bauman
- The Night Riders of Petersham, regia di Ulysses Davis (1914)
- The Kiss, regia di Ulysses Davis (1914)
- A Little Madonna, regia di Ulysses Davis (1914)
- Tony, the Greaser, regia di Rollin S. Sturgeon (1914)
- Mareea the Half-Breed, regia di Ulysses Davis (1914)
- Out in Happy Hollow, regia di Ulysses Davis (1914)
- The Mystery of the Hidden House, regia di Ulysses Davis (1914)
- The Last Will, regia di Ulysses Davis (1914)
- Only a Sister, regia di Ulysses Davis (1914)
- Prosecution, regia di Ulysses Davis (1914)
- His Kid Sister, regia di Ulysses Davis (1914)
- Detective and Matchmaker, regia di Ulysses Davis (1914)
- The Horse Thief, regia di Ulysses Davis (1914)
- Brandon's Last Ride, regia di Ulysses Davis (1914)
- When the Gods Forgive, regia di Ulysses Davis (1914)
- Mareea, the Foster Mother, regia di Ulysses Davis (1914)
- Anne of the Mines, regia di Ulysses Davis (1914)
- Kidding the Boss, regia di Ulysses Davis (1914)
- Sisters, regia di Ulysses Davis (1914)
- The Sage-Brush Gal, regia di Rollin S. Sturgeon (1914)
- The Level, regia di Ulysses Davis (1914)
- Love Will Out, regia di Ulysses Davis (1914)

### 1915
- The Navajo Ring, regia di Ulysses Davis (1915)
- The Girl at Nolan's, regia di Ulysses Davis (1915)
- The Taming of Rita, regia di Ulysses Davis(1915)
- A Child of the North, regia di Rollin S. Sturgeon (1915)
- Almost a Hero, regia di Ulysses Davis (1915)
- An Intercepted Vengeance, regia di Ulysses Davis (1915)
- The Sea Ghost, regia di Richard Stanton - cortometraggio (1915)
- His Mother's Portrait, regia di Howard C. Hickman (1915)
- The Hammer, regia di Richard Stanton (1915)
- All on Account of Towser, regia di Ulysses Davis (1915)
- When Love Leads, regia di Howard C. Hickman - cortometraggio (1915)
- The Golden Trail, regia di Richard Stanton - cortometraggio (1915)
- A City Rube, regia di Ulysses Davis (1915)
- The Siren, regia di Ulysses Davis (1915)
- The Protest
- Il vile (The Coward) regia di Reginald Barker e Thomas H. Ince (1915)
- Could a Man Do More?, regia di Robert Broadwell (1915)
- The Arab's Vengeance, regia di Ulysses Davis (1915)
- The Winning of Jess, regia di Jack Bonavita, Frank Montgomery (1915)

### 1916
- The Homesteaders - cortometraggio (1916)
- Marta of the Jungles, regia di Ulysses Davis (1916)
- The Bait, regia di William Bowman (1916)
- A Soul Enslaved, regia di Cleo Madison (1916)
- The Soul's Cycle, regia di Ulysses Davis (1916)
- The Heart of Tara, regia di William Bowman (come William J. Bowman) (1916)
- The Hidden Law (1916)
- The Leopard's Bride (1916)
- Public Approval, regia di Leon D. Kent (Leon De La Mothe) (1916)
- Avenged by Lions (1916)
- The Jungle Outcasts (1916)
- Highlights and Shadows (1916)
- A Kaffir's Gratitude (1916)
- Clouds in Sunshine Valley (1916)
- The Lion's Nemesis (1916)
- The Star of India, regia di Charles Swickard (1916)
- A Siren of the Jungle, regia di Charles Swickard (1916)
- The Good-for-Nothing Brat, regia di Charles Swickard (1916)
- The Ostrich Tip (1916)
- Fate's Decision, regia di Charles Swickard (1916)
- Destiny's Boomerang, regia di Charles Swickard (1916)
- The Jungle Flash Light (1916)
- Tangled Hearts (1916)

### 1917
- The Island of Desire, regia di Otis Turner (1917)
- With the Mummies' Help, regia di Al E. Christie (1917)
- The Milky Way, regia di Al Christie (1917)
- A Lucky Slip, regia di Al Christie (1917)
- The Fourteenth Man, regia di Al Christie (1917)
- He Fell on the Beach, regia di Al Christie (1917)
- Skirts
- The Honeymooners, regia di Al Christie (1917)
- Her Merry Mix-Up, regia di Al E. Christie (1917)
- Green Eyes and Bullets, regia di Al E. Christie (1917)
- Hearts and Clubs
- Local Color, regia di Al Christie (1917)
- Almost Divorced, regia di Al E. Christie (1917)
- Betty Wakes Up, regia di Robert F. McGowan (1917)
- Their Seaside Tangle, regia di Al E. Christie (1917)

### 1918
- The Moment of Victory, regia di David Smith (1918)
- The Fifth Wheel, regia di David Smith (1918)
- By Injunction, regia di David Smith (1918)
- The Home Trail, regia di William Wolbert (1918)
- The Woman in the Web, regia di Paul Hurst e David Smith (1918)
- The Girl from Beyond, regia di William Wolbert (1918)
- The Dismissal of Silver Phil, regia di Lewis A. Watts (1918)
- The Coming of Faro Nell, regia di George L. Sargent (1918)
- Gentleman's Agreement, regia di David Smith (1918)
- The Marquis and Miss Sally, regia di Allen Watt (1918)
- The Widow Dangerous, regia di Allen Watt (1918)
- The Wooing of Riley, regia di Robert N. Bradbury (1918)
- By the World Forgot, regia di David Smith (1918)
- Rose of Wolfville (1918)
- Tucson Jennie's Heart (1918)
- The Clients of Aaron Green (1918)
- Faro Nell, Lookout, regia di George L. Sargent (1918)
- Cynthiana (1918)

### 1919
- You Couldn't Blame Her, regia di Al E. Christie (1919)
- The Money Corral, regia di William S. Hart (1919)
- Sea Sirens, regia di William Beaudine (1919)
- Sally's Blighted Career, regia di Al E. Christie (1919)
- Rowdy Ann, regia di Al E. Christie (1919)
- Tell Your Wife Everything, regia di Al E. Christie (1919)
- Mary Moves In, regia di Al E. Christie (1919)
- Oh, My Dear!, regia di Al Christie (1919)
- The Faith of the Strong, regia di Robert North Bradbury (1919)

### Anni venti
- Into the Light, regia di Robert North Bradbury (1920)
- Sand, regia di Lambert Hillyer (1920)
- Blondes, regia di Scott Sidney (1921)
- The Tempest, regia di Robert N. Bradbury (1921)
- His Bitter Half
- The Desert Wolf (1921)
- Mixed Bedrooms, regia di Scott Sidney (1921)
- Turkey Dressing, regia di Scott Sidney (1921)
- Dummy Love, regia di Al Christie (1921)
- Greater Than Love, regia di Fred Niblo (1921)
- Across the Border
- Rounding Up the Law, regia di Charles R. Seeling (1922)
- The Cowboy King, regia di Charles R. Seeling (1922)
- Cold Feet, regia di Al Christie (1922)
- The Cowboy and the Lady, regia di Charles Maigne (1922)
- The Web of the Law, regia di Tom Gibson (1923)
- Mr. Billings Spends His Dime, regia di Wesley Ruggles (1923)
- A Perfect 36
- To the Ladies, regia di James Cruze (1923)
- A Pair of Hellions, regia di Walter Willis (1924)
- Hold Your Breath, regia di Scott Sidney (1924)
- The Part Time Wife, regia di Henry McCarty (1925)
- Without Mercy, regia di George Melford (1925)
- Who's Your Friend
- The Waster (1926)
- Naughty Nanette
- Il re dei re (The King of Kings), regia di Cecil B. DeMille (1927)
- Donna pagana (The Godless Girl), regia di Cecil B. DeMille (1929)
- The Little Savage